# Font d'Emili Donadeu
La Font d'Emili Donadeu és una obra noucentista de Sant Martí Sesgueioles (Anoia) inclosa a l'Inventari del Patrimoni Arquitectònic de Catalunya.

## Descripció
Font de dos brocs. Formada per un element de planta quadrada col·locat sobre una base de costats arrodonits on se situen les dues piques de recollida d'aigua. L'element central és coronat per una figura que representa un cistell de fruites. Tots els elements són de pedra arenosa. Tot el conjunt està situat sobre una base que fa de vorera i està delimitada per quatre arbres als vèrtexs que configuren la plaça.

## Història
Emili Donadeu, fill de Sant Martí de Sesgueioles, en tornar d'Amèrica va posar l'aigua al poble i pagà la font.